# Nūn
Nūn (en arabe نُون, nūn, ou simplement ن) est la 14e lettre dans l'alphabet arabe selon l'ordre abjad et 25e lettre selon l'ordre hija. Elle correspond au son consonne nasal alvéolaire voisé, /n/ selon la notation de l'alphabet phonétique international.
Sa valeur numérique dans la numération abjad est 50.
Elle dérive de la lettre nun, 14e lettre de l'alphabet phénicien qui a aussi donné le N latin.
Les arabo-chrétiens d’Orient l’utilisent comme signe.

## Usage politique récent en Occident
En 2014, le symbole ن a été utilisé sur les réseaux sociaux comme marque de soutien aux chrétiens d'Irak et de Syrie soumis à une campagne d'exactions et de persécution de djihadistes de l'organisation État islamique, lesquels marquaient de la lettre ن les portes des maisons de ces familles chrétiennes en vue de leur futur pillage.
Par la suite, le symbole a été repris par de nombreuses personnes voulant montrer leur identité chrétienne − notamment en Europe − sans forcément établir de rapport direct avec les persécutions des chrétiens de Mésopotamie. Une controverse est née sur la question de savoir si les porteurs de ce symbole sont ou non constitutifs des groupuscules d'extrême droite sur Internet,.